# Говард, Джордж (фельдмаршал)
Сэр Джордж Говард (англ. George Howard; 17 июня 1718 — 16 июля 1796) — британский военный деятель и политик, фельдмаршал (с 12 октября 1793 года).

## Военная карьера
Сын генерал-лейтенанта Томаса Говарда (из английского рода Говардов), который был племянником Фрэнсиса Говарда, 5-го барона Говарда из Эффингема. Мать — Мэри, дочь Уильяма Моретона, епископа Миде.
Участвовал в попытках подавления Американской революции, и, до того как получить чин фельдмаршала, командовал различными полками, включая 3-й пехотный полк, 1-й гвардейский драгунский полк Короля и 7-й Собственный Королевы драгунский полк.
Входил в Тайный совет Великобритании. Был членом палаты общин британского парламента от городка Лоствитил с 1761 по 1766 годы, и от города Стамфорда с 1768 года и до самой смерти.
Губернатор Минорки в 1766—1768 годах.
Состоял директором («губернатором») Королевского военного госпиталя в Челси 1768 по 1795 годы.
Губернатор острова Джерси с 1795 года.

## Семья
Фельдмаршал был женат дважды:
Первая жена — Люси Уэнтуорт  — дочь сэра Уильяма Уэнтуорта и Изабеллы Эпсли. Вторая жена (свадьба состоялась 21 мая 1771 года) — Элизабет Бэкфорд, дочь Питера Бэкфорда, спикера Палаты представителей острова Ямайка).